# Kropiewnica-Racibory
Kropiewnica-Racibory – wieś w Polsce położona w województwie podlaskim, w powiecie wysokomazowieckim, w gminie Kobylin-Borzymy.
W latach 1975–1998 miejscowość administracyjnie należała do województwa łomżyńskiego.
Wierni kościoła rzymskokatolickiego należą do parafii św. Stanisława Biskupa i Męczennika w Kobylinie-Borzymach.

## Historia
Pierwotnie Kropidlnica. Według Zygmunta Glogera miejscowość wzmiankowana w dokumentach w roku 1436.
W I Rzeczypospolitej Kropiwnica należała do ziemi bielskiej.
W roku 1827 Kropiwnica-Racibory liczyła 15 domów i 77 mieszkańców.
Słownik geograficzny Królestwa Polskiego pod koniec XIX w. wymienia: Kropiwnicę-Gajki, Kiernozki i Racibory jako wsie szlacheckie w powiecie mazowieckim, gmina Kowalewszczyzna, parafia Kobylin.
W 1921 r. było tu 17 budynków z przeznaczeniem mieszkalnym oraz 110 mieszkańców (50 mężczyzn i 60 kobiet). Wszyscy podali narodowość polską i wyznanie rzymskokatolickie.